# Lenny Kuhr
Helena Hubertina Johanna Kuhr, detta Lenny (Eindhoven, 22 febbraio 1950), è una cantante olandese.

## Biografia
Inizia la sua carriera di cantante nel 1967 interpretando canzoni legate allo stile della "chanson francese".
Partecipa e vince l'Eurovision Song Contest 1969, a pari merito con altri tre cantanti, con De Troubadour, una canzone scritta da David Hartsema.
All'inizio degli anni 1970 fece un tour in Francia con Georges Brassens. In questo paese è infatti molto più conosciuta che in madrepatria tanto che rappresentò proprio la Francia al  Festival di Viña del Mar raggiungendo la seconda posizione.
Tra i suoi più grandi successi nei Paesi Bassi ci sono Jesus Christo (1972), De Generaal (1974) e Visite (con les Poppys nel 1980).
Nel 1982 viene chiamata a presentare il Nationaal Songfestival, l'annuale manifestazione canora organizzata per selezionare il rappresentante olandese all'Eurovision Song Contest.
Convertitasi all'ebraismo, ha vissuto parte della sua vita in Israele dove tuttora vivono le due figlie avute dal primo marito.

## Discografia
- 1969: De troubadour
- 1971: De zomer achterna
- 1972: Les enfants
- 1972: De wereld waar ik van droom
- 1974: God laat ons vrij
- 1975: 'n Avondje Amsterdam
- 1976: 'n Dag als vandaag
- 1980: Dromentrein
- 1981: Avonturen
- 1982: Oog in oog
- 1983: De beste van Lenny Kuhr
- 1986: Quo vadis
- 1990: Het beste van Lenny Kuhr
- 1990: De blauwe nacht
- 1992: Heilig vuur
- 1994: Altijd heimwee
- 1997: Gebroken stenen
- 1997: Stemmen in de nacht
- 1998: De troubadour
- 1999: Oeverloze liefde
- 2000: Visite
- 2001: Fadista
- 2004: Op de grens van jou en mij
- 2005: Panta Rhei